# جان ای. گالین
جان ای. گالین (انگلیسی: John I. Gallin؛ زادهٔ ۲۵ مارس ۱۹۴۳) دانشمند در زمینه ایدز است.
وی همچنین برندهٔ جوایزی همچون نشان ملی علوم شده‌است.